# Стежару (Пингераць, Нямц)
Стежару (рум. Stejaru) — село у повіті Нямц в Румунії. Входить до складу комуни Пингераць.
Село розташоване на відстані 275 км на північ від Бухареста, 14 км на захід від П'ятра-Нямца, 110 км на захід від Ясс, 147 км на північ від Брашова.

## Населення
За даними перепису населення 2002 року у селі проживали 1022 особи, з них 1019 осіб (99,7%) румунів. Усі жителі села рідною мовою назвали румунську.